# アニマニウム
アニマニウム (Animanium) はCGキャラクターアニメーション制作ソフトウェア。

## 概要
アニマニウムはキャラクターアニメーションに特化した3D-CGツールで、対応OSはWindows 2000。ボーンベースのユーザーインターフェイスで、動かしたい部分をクリックして動かす方向へドラッグすると、関節の動きを自動計算してリアルにアニメーションを付けることができる。コンバータプラグインを用いることにより、他の3DCG制作ソフトウェアと連携を図ることも可能である。
2002年2月、『Animanium Educators Edition (アニマニウム・エデュケーターズ・エディション)』として教育市場向けに販売開始。2002年10月22日、『Animanium Creators Edition (アニマニウム・クリエイターズ・エディション)』として法人向けに販売開始。2003年8月、北米展開開始。2004年12月の有償アップデートを最後に、2005年頃、公式サイトが休止。2008年初め、販売休止。2008年5月31日、すべてのサポートを終了した。
基礎技術理論は東京大学大学院情報理工学系研究科中村研究室 (中村仁彦教授) のヒューマノイドを制御・シミュレーションする理論が応用されている。動力学は考慮されておらず、運動学的な処理のみに基づいているが、特異姿勢で計算不能になることもなく、比較的自然な動作を実現できた。情報処理振興事業団 (IPA) の「次世代アプリケーション開発事業」に採択された研究「人間型ロボットの制御技術に基づく次世代動作生成アプリケーションの開発」を基に、株式会社セガ 未来研究開発部と実施した産学協同プロジェクトであった。

## 対応しているCGソフト
- Maya 4, 5, 6
- SOFTIMAGE XSI 3.5
- 3ds max 4.2, 5, 6
- LightWave 3D 7.0

## アニマニウム採用作品
- まみむめ★もがちょ
- ぱずりーず
- 無人惑星サヴァイヴ